# Valle El Frío
Valle El Frío är en dal i Chile.   Den ligger i regionen Región de Los Lagos, i den södra delen av landet, 1 100 km söder om huvudstaden Santiago de Chile.
I omgivningarna runt Valle El Frío växer i huvudsak blandskog. Trakten runt Valle El Frío är nära nog obefolkad, med mindre än två invånare per kvadratkilometer.